# 사마음
광진백 사마 음(廣晉伯 司馬愔, ? ~ ?)은 동진의 황족으로, 자는 경왕(敬王)이며 하내군 온현 사람이다. 전장군 초열왕 사마무기의 아들이자 진북장군(鎭北將軍) 초경왕 사마념의 동생이다.

## 행적
영화 4년(348년) 8월, 아버지 사마무기는 환온을 따라 성한을 멸망시키고 촉 땅을 평정한 공로로 논공행상에서 전장군으로 승진하였다. 이때 사마음은 아버지의 공적으로 광진백(廣晉伯)에 봉해졌다.
일찍 죽었고, 친아들은 없었다. 작위는 형 사마념의 아들인 사마윤지가 이었다.

### 내용주
1. ↑  단, 출생지가 아닌 본관(등록기준지)이다. 실제 출생지가 어디인지는 알려진 바 없다.
2. ↑  정확히 언제 죽었는지는 알려진 바 없다.

### 참조주
1. 1 2 3 4  방현령 외, 《진서》 권37 열전 제7 종실.
2. 1 2  사마광, 《자치통감》  권98.